# Laurence Rochat
Pour les articles homonymes, voir Rochat.
Laurence Rochat, née le 1er août 1979 et originaire de la vallée de Joux, est une fondeuse suisse. Elle est notamment médaillée de bronze en relais lors des Jeux olympiques d'hiver de 2002.

## Biographie
Laurence Rochat naît le 1er août 1979 à l'hôpital de Saint-Loup à Pompaples, dans le canton de Vaud. Elle est originaire de L'Abbaye et du Le Lieu dans la vallée de Joux. Fille d'agriculteur, elle met des skis pour la première fois à l'âge de deux ans et demi et participe à sa première course à cinq ans et demi. En 1995, elle participe au Festival olympique de la jeunesse européenne à Andorre. Après l'école, elle suit un apprentissage de commerce dans l'entreprise horlogère Audemars Piguet de 1995 à 1998 tout en continuant le ski de fond. Pendant la saison 1995-1996, à l'âge de 16 ans, elle participe à ses premières courses FIS et à ses premières épreuves de Coupe continentale. Elle est 48e sur cinq kilomètres aux Championnats du monde juniors 1996. S'améliorant au fil du temps dans les courses FIS et continentales, elle termine sixième du 5 kilomètres des Championnats du monde juniors 1998.
Elle participe à sa première course de Coupe du monde en novembre 1998, avec une 57e place au 5 kilomètres de Muonio (Finlande). Elle marque ses premiers points en Coupe du monde en décembre 2000 avec une 27e place au 15 kilomètres de Davos (Suisse). Laurence Rochat participe à ses premiers Championnats du monde en 2001 à Lahti (Finlande), où elle est 33e du 10 kilomètres et 28e du 15 kilomètres. Elle atteint pour la première fois le top 20 en Coupe du monde en janvier 2001 puis participe à ses premiers Jeux olympiques en 2002 à Salt Lake City, aux États-Unis. Le relais suisse composé de Laurence Rochat, Andrea Huber, Brigitte Albrecht Loretan et Natascia Leonardi Cortesi crée la surprise en remportant le bronze de l'épreuve olympique du 4 × 5 kilomètres. C'est la première médaille féminine en ski de fond pour la Suisse aux Jeux olympiques. Laurence Rochat est également 21e du 30 kilomètres et 22e de la poursuite en individuel. En décembre 2002, le relais suisse termine neuvième en Coupe du monde.
Les années suivantes, Laurence Rochat marque d'autres points en Coupe du monde et monte sur le podium dans les courses FIS. En décembre 2004, elle réalise le meilleur résultat de sa carrière en Coupe du monde avec une quatrième place lors du sprint par équipes de Berne. Elle atteint ensuite la huitième place du sprint par équipes et la douzième place du 30 kilomètres lors des Championnats du monde 2005 à Oberstdorf (Allemagne). Elle entre pour la seule fois de sa carrière dans le top 10 d'une course individuelle de Coupe du monde le 11 décembre 2005, avec une huitième place au sprint de Vernon au Canada. Elle 11e du relais, 15e du sprint et 25e du 10 kilomètres aux Jeux olympiques d'hiver de 2006 à Turin (Italie). Les années suivantes, elle termine plusieurs fois dans le top 10 en relais en Coupe du monde.
Laurence Rochat annonce sa retraite sportive à l'âge de 31 ans après la saison 2009-2010, sa onzième en Coupe du monde. Après y avoir travaillé l'été pendant sa carrière sportive, elle occupe un poste à temps plein chez Audemars Piguet dès 2010 au département Events.

## Palmarès

### Jeux olympiques
| Épreuve / Édition      | Sprint | 10 km | Poursuite 2 × 5 km | 30 km | Relais 4 × 5 km |
| JO 2002 Salt Lake City | —      | DNF   | 22e                | 21e   | Bronze          |
| JO 2006 Turin          | 15e    | 25e   | —                  | —     | 11e             |
| JO 2010 Vancouver      | —      | —     | —                  | DNF   | —               |

### Championnats du monde
| Épreuve / Édition           | Sprint | Sprint par équipes | 10 km | 15 km | Poursuite | 30 km | Relais |
| Mondiaux 2001 Lahti         | —      | —                  | 33e   | 28e   | —         | —     | —      |
| Mondiaux 2003 Val di Fiemme | —      | —                  | 39e   | —     | 43e       | —     | 10e    |
| Mondiaux 2005 Oberstdorf    | —      | 8e                 | 27e   | —     | DNF       | 12e   | 11e    |
| Mondiaux 2007 Sapporo       | 25e    | 14e                | —     | —     | —         | DNF   | 9e     |

| Épreuve / Édition        | 5 km | 15 km |
| Mondiaux 1996 Asiago     | 48e  | —     |
| Mondiaux 1997 Canmore    | 19e  | 32e   |
| Mondiaux 1998 Pontresina | 6e   | 25e   |

### Coupe du monde
- Première participation en 1998
- Meilleur classement final : 44e en 2006.
- Meilleur résultat : 8e.